# I.C. Brătianu (okręg Tulcza)
I.C. Brătianu – wieś w Rumunii, w okręgu Tulcza, w gminie I.C. Brătianu. W 2011 roku liczyła 1187 mieszkańców.